# SLEEP WALKER
SLEEP WALKERは、日本のジャズ・バンド。元MONDO GROSSOの中村雅人を中心に結成され、「クラブ・ジャズ」と呼ばれる新しいジャズを指向。

## 来歴
中村雅人（サクソフォーン、フルート）、吉澤はじめ（ピアノ、キーボード）、池田潔（ベース）、藤井伸昭（ドラム）によって結成された。2000年にインディーズ・レーベル「ESPECIAL RECORDS」から12インチ・シングル「愛の河（Ai-No-Kawa）」を発表した。2001年、マッコイ・タイナーのロンドン公演にゲスト参加した。
2003年にセルフ・タイトルのアルバムを発表した。2004年にはファラオ・サンダースと共演し、アルバム『The Voyage』（2006年）には、そのときのタイトル曲「The Voyage」も収録されている。この「The Voyage」や、代表曲「愛の河（Ai-No-Kawa）」でも見られるように、1曲の中に異なるリズム・パターンを共存させる手法は、彼らの特徴のひとつである。
2007年発表の『WORKS』は、タワーレコード（日本）のジャズ部門のチャートで1位になった。

## ディスコグラフィ
- sleepwalker, CD(KSR)/LP(Especial)（2003年）
- The Voyage, CD(Village Again)/LP(Especial)（2006年）（収録曲「The Voyage」はファラオ・サンダースとの共演）
- WORKS (Village Again), CD（2007年7月）
- 沖野修也と共作, "United Legends" Replayed By Sleep Walker (Geneon), 2CD（2007年10月）
- Into The Sun, (Jazzmin), CD（2008年）（コンピレーション）